# Kaley Cuoco
Kaley Christine Cuoco (Camarillo, California, 30 de noviembre de 1985) (entre enero de 2014 hasta inicios de octubre de 2015 usó privada y profesionalmente el nombre de casada Kaley Cuoco-Sweeting),más conocida como Kaley Cuoco, es una actriz estadounidense. Después de una serie de papeles secundarios en películas y televisión a finales de la década de 1990, consiguió su papel decisivo como Bridget Hennessy en la comedia de situación de ABC 8 Simple Rules (2002-2005). A partir de entonces, Cuoco prestó su voz a Brandy Harrington en Brandy & Mr. Whiskers (2004-2006) y apareció como Billie Jenkins en la última temporada de la serie de televisión Charmed (2005-2006). 
Más tarde interpretó a Penny en la comedia de situación de CBS The Big Bang Theory (2007-2019) y recibió un Satellite Award, un Critics 'Choice Award y dos People's Choice Awards por el papel. Desde 2020, Cuoco ha protagonizado y se ha desempeñado como productor ejecutivo del thriller cómico de HBO Max The Flight Attendant, que recibió elogios generalizados de la crítica. Por esta actuación, ha recibido nominaciones en los Primetime Emmy Awards, los Golden Globe Awards, los Screen Actors Guild Awards y los Critics 'Choice Awards.
Cuoco hizo su debut cinematográfico en la película de suspense para televisión Quicksand: No Escape (1992). Su trabajo cinematográfico incluye Virtuosity (1995), Toothless (1999), Can't Be Heaven (1999), Alley Cats Strike (2000), Growing Up Brady (2000), Crimes of Fashion (2004), The Hollow (2004), Lucky 13 (2005), To Be Fat like Me (2007), Cougar Club (2007), Killer Movie (2008), The Penthouse (2010), Hop (2011), Authors Anonymous (2014) y The Wedding Ringer (2015) ). Recibió una estrella en el Paseo de la Fama de Hollywood en 2014 y en agosto de 2022 fundó Yes, Norman Productions.

## Biografía
Cuoco inició su carrera con 7 años (1992) en Arenas Movedizas, junto a Donald Sutherland y Tim Matheson. En su niñez, realizó seis anuncios de la muñeca Barbie.
Cuoco se educó en casa y es vegetariana. También es una activa jugadora de tenis y de hecho ha alcanzado buenas posiciones en la formación amateur de la Southern California Tennis Asociation. Además, disfruta pasando el tiempo con sus amigos, ir de compras a un centro comercial y bailar hip hop. También es una defensora de los derechos de los animales, ha sido patrocinadora de una campaña en pro de la adopción de animales junto con la Humane Society of the United States y llegó a grabar una canción relacionada con el tema. A los quince años recibió su primera lección de equitación, una de sus pasiones. En 2010, practicando este deporte, se cayó del caballo, y como consecuencia se fracturó una pierna. Tuvo que recibir asistencia quirúrgica en la que tuvo que firmar la autorización para la amputación de la pierna en caso de que ésta llegase a ser necesaria. No obstante, volvió a practicar la equitación tan pronto como le fue posible, aunque afirma que ahora es más precavida.

## Carrera

### 1995–2006: Inicios y primeros papeles
Su papel de Maureen McCormic en Growing up Brandy (1999) captó la atención de la crítica, al igual que en la serie Ladies man y una corta aparición en un juego de Comedy Central: Don't forget your toothbrush.
En 2004, además de su papel en 8 Simple Rules for Dating My Teenage Daughter, protagonizó una serie de la cadena NBC y algunas películas de la ABC.
Dio voz al personaje de Brandy en la serie animada Brandy and Mr. Whiskers entre 2004 y 2006 y ese mismo año fue sorprendida en el programa Punk'd (MTV), presentado por Ashton Kutcher. Además, participó en un capítulo de la serie Chosen ones como la malvada bruja Carol Stael.
En la octava y última temporada de la serie Charmed interpretó a Billie Jenkins, una joven aprendiz de bruja de las hermanas Phoebe Halliwell (Alyssa Milano), Piper Halliwell (Holly Marie Combs) y de Paige Matthews (Rose McGowan).

### 2007–2016:The Big Bang Theoryy otros papeles

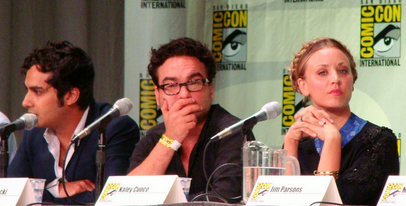
Kaley Cuoco con Kunal Nayyar y Johnny Galecki en la Comic-Con en 2011

En 2007 protagonizó su primera película: To Be Fat Like Me, donde interpreta a una joven atleta que no entiende el sobrepeso. Por esa razón, se viste como una gorda y graba todo para un documental que hace para ganar dinero e irse a la universidad. El 8 de noviembre de ese mismo año se estrenó The Big Bang Theory, serie donde interpreta a la camarera y aspirante a actriz Penny. El personaje, vecina de los físicos Sheldon Cooper y Leonard Hofstadter, cambia radicalmente la vida de éstos debido al interés amoroso que despierta en Leonard.

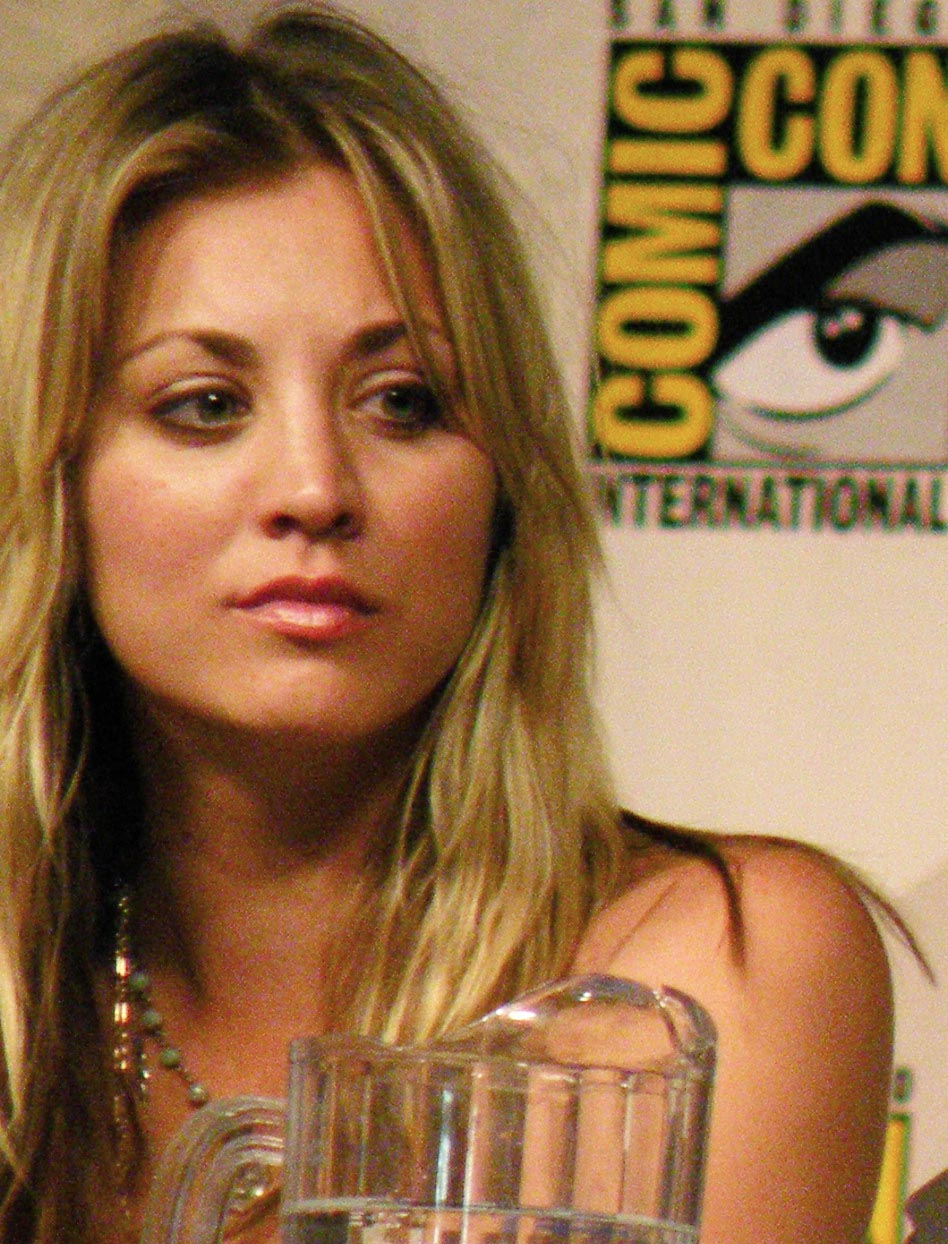
Cuoco en la Convención Internacional de Cómics de San Diego en julio de 2009.

Ha aparecido en dos episodios de Prison Break, concretamente en The Message y Chicago, además de en la serie televisiva Hope & faith.
En 2011 protagoniza, junto a James Marsden la película Hop, dirigida por Tim Hill. Además, este mismo año fue invitada para ejercer como anfitriona en los Teen Choice Awards.

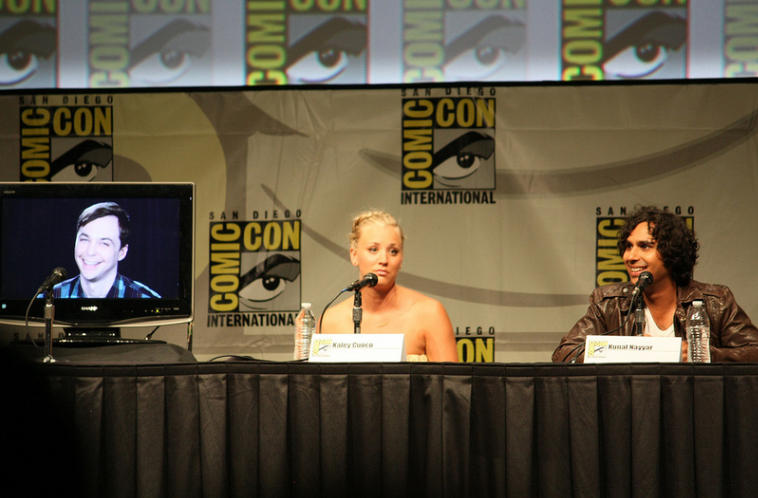
Jim Parsons (en pantalla), Kaley Cuoco y Kunal Nayyar en 2012.

Tanto el 11 de enero de 2012, como el 10 de enero del año siguiente fue la presentadora de los Premios People's Choice Awards de Estados Unidos. En ese mismo año fue entrevistada por el Huffington Post, ocasión que aprovechó para hablar sobre el apoyo que había recibido de sus padres al iniciar su carrera como actriz, apoyo que recibía con condiciones: si quería realizar audiciones, tendría que jugar al tenis, y para jugar, tendría que tomar clases de danza, sin embargo, tener múltiples actividades la hizo sentirse triunfante.
Gracias a su papel en The Big Bang Theory dijo que allí había conocido a sus mejores amigas, las otras dos actrices principales de la serie, Melissa Rauch, que interpreta a la microbióloga Bernadette Rostenkowski y Mayim Bialik, que interpreta el papel de la neurocientífica Amy Farrah Fowler. Kaley ha demostrado un gran apoyo y afecto hacia su hermana Briana, participante del concurso de canto The Voice durante su cuarta temporada, emitida en 2013, la actriz incluso fue parte del público y estuvo presente durante las presentaciones de Briana para apoyarla, esta es una de las pocas situaciones en las que las hermanas se encuentran juntas. En el terreno laboral, Kaley consiguió un pequeño papel para su hermana en The Tangible Affection Proof, un episodio de la sexta temporada de The Big Bang Theory, allí interpretó a Gretchen, una examiga de Penny que ella vería durante su cita con Leonard en compañía de uno de sus exnovios y comprometiéndose públicamente en matrimonio.
Kaley Cuoco es portada de la edición de mayo de 2014 en la revista Cosmopolitan. En la entrevista que realizó para esta publicación, reconoció haber pasado por el quirófano en el 2004 cuando tenía dieciocho años, para realizarse una cirugía estética, más específicamente unos implantes mamarios, decisión que comentó, ha sido una de las mejores en su vida, teniendo un impacto positivo para su carrera actoral y la imagen que tiene en la prensa. Aparte, dijo que se había empeñado más en mejorar su aspecto físico ante las cámaras al leer lo que escribían en prensa respecto a su apariencia, incluso admitió estar obsesionada con leer las críticas que recibe y con la manera en que luce después de protagonizar 8 Simple Rules for Dating My Teenage Daughter.
El 29 de octubre de 2014, recibió su estrella en el Paseo de la fama de Hollywood en una ceremonia con sus compañeros. Es la estrella N.º 2.532 en tener una estrella en el Paseo de la fama de Hollywood.

### 2017–actualidad:Harley Quinn&The Flight Attendant
En octubre de 2017, Cuoco fundó Yes, Norman Productions, una productora de televisión que firmó un acuerdo exclusivo de producción de primera vista de varios años con Warner Bros. Television. Aunque el primer proyecto de Cuoco, Yes, Norman, fue una adaptación del libro The Flight Attendant, escrito por el autor Chris Bohjalian, que se convirtió en una serie de comedia dramática del mismo nombre. Cuoco protagonizó la serie como Cassie Bowden y también se desempeñó como productor ejecutivo.
The Flight Attendant se estrenó el 26 de noviembre de 2020 en la plataforma de transmisión de WarnerMedia, HBO Max con gran éxito de crítica, y se renovó para una segunda temporada el 18 de diciembre de 2020.
En octubre de 2018, se anunció que Cuoco daría voz al personaje principal de la serie de animación para adultos de DC Universe, Harley Quinn, y también actuaría como productor ejecutivo. La serie se estrenó el 29 de noviembre de 2019 con gran éxito de crítica. En septiembre de 2020, se anunció que la serie se renovó para una tercera temporada y se trasladaría a HBO Max. En agosto de 2019, se anunció que Cuoco sería el productor ejecutivo de la próxima comedia de CBS Pretty, escrita y también producida por Lindsey Kraft y Santina Muha. En abril de 2020, Cuoco se unió al elenco de la próxima película de comedia de acción The Man from Toronto como la protagonista femenina junto a Kevin Hart y Woody Harrelson. En marzo de 2021, se anunció que Cuoco interpretaría a Doris Day en una próxima serie limitada basada en la biografía de 1976 de A. E. Hotchner, Doris Day: Her Own Story. También se desempeñará como productora ejecutiva de la serie. Dos meses después, su compañía de producción amplió su acuerdo general con Warner.

## Vida personal

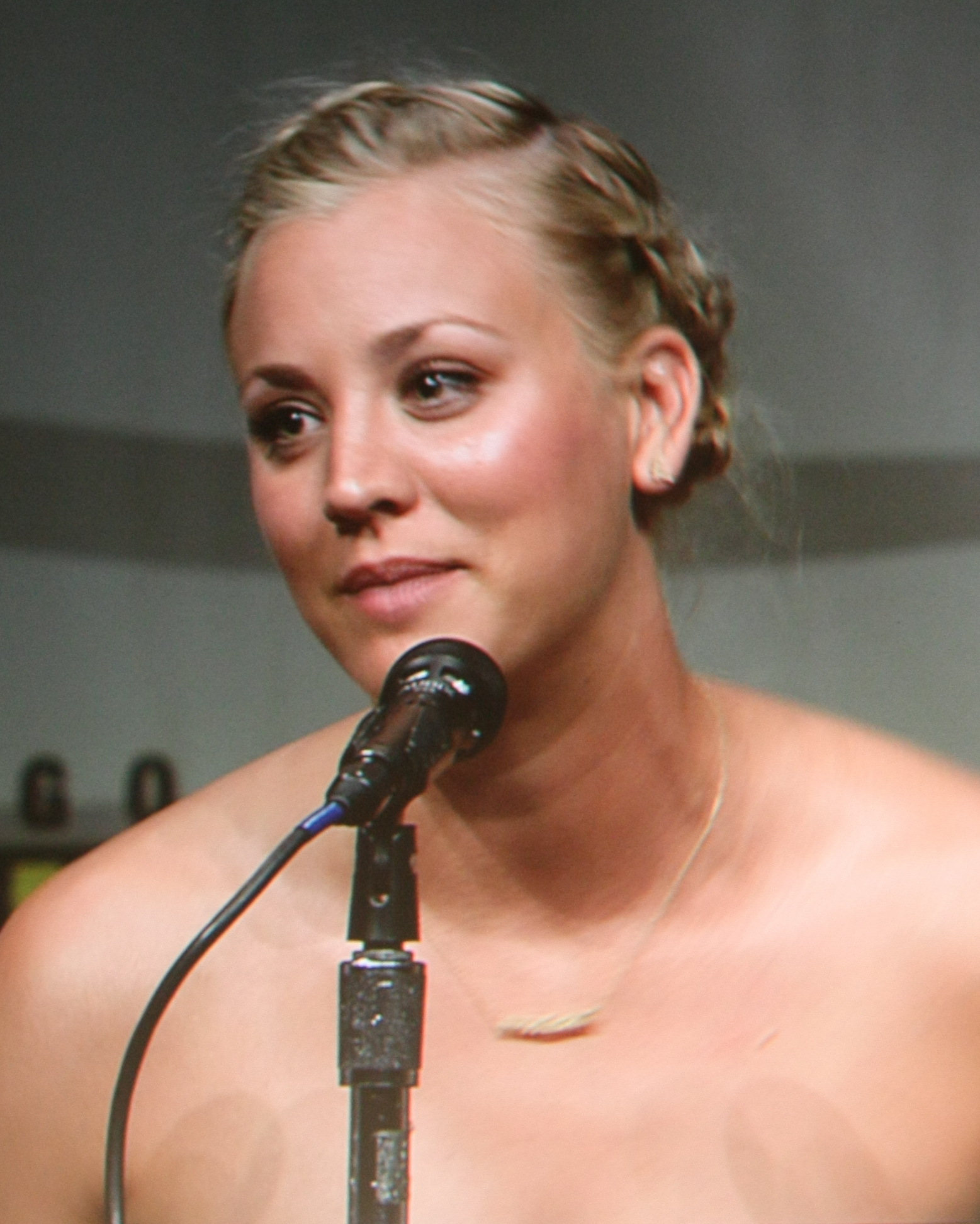
Kaley Cuoco en 2012.

Durante el rodaje en The Big Bang Theory, se destacó su relación con el actor Johnny Galecki, quien interpreta al físico experimental Leonard Hofstadter en The Big Bang Theory y con quien declaró en una entrevista, haber mantenido un romance secreto durante dos años y tener actualmente una excelente relación como amigos. También se vio envuelta en una relación que duró apenas los meses de junio y julio de 2013 con el también actor Henry Cavill. Sorprendentemente tanto para su familia como para los medios, tres meses después de conocer a Ryan Sweeting, se comprometería con él. En una entrevista con E! admitió que la decisión fue impulsiva y muy rápida pero que se sentía segura de que Sweeting sería el indicado desde el momento en el que lo conoció. En una entrevista con Entertainment Tonight declaró que al principio, para ella también había sido una sorpresa la propuesta de matrimonio ya que Ryan había discutido con ella hasta el punto de ignorarla, llegando a pensar que las cosas no estaban yendo tan bien como ella creía, pero resultó que todo formaba parte de la sorpresa que él quería darle cuando, al final de la noche, sacó un anillo, Cuoco agregó que cree que, en parte, la razón por la que las cosas han funcionado tan bien para ellos es que crecieron con familias que tenían amigos en común y con las mismas personas, aunque nunca antes se habían conocido; pero de alguna forma, tener tanto en común hace que sientan como si se conociesen desde hace mucho tiempo, y hacer cosas de forma impulsiva funciona entre ellos.
El 31 de diciembre de 2013 contrajo matrimonio con el tenista Ryan Sweeting en una finca de California. Ella misma quiso compartir las fotos del enlace en su cuenta de Instagram, el vestido de la novia era de color rosa, obra de la diseñadora Vera Wang, este no sería el primer trabajo de la diseñadora para la actriz, ya que también fue la encargada de vestirla para los Premios Emmy, evento que tuvo lugar el 22 de septiembre de 2013. La pareja se separa en 2015. El 26 de septiembre de 2015 anuncia su divorcio de Ryan Sweeting a solo 22 meses de matrimonio.
En noviembre de 2015, se realiza un tatuaje en la espalda para cubrir la fecha de su primer matrimonio.
Se comprometió el 30 de noviembre de 2017 con Karl Cook. Contrajeron matrimonio el 30 de junio de 2018. En 2021 se divorciaron.
Cuoco confirmó su relación con el actor Tom Pelphrey en diciembre de 2022. Su hija, Matilda Carmine Richie Pelphrey, nació el 30 de marzo de 2023.

## Filmografía

### Cine
| Año  | Título                                 | Personaje             | Notas                        |
| ---- | -------------------------------------- | --------------------- | ---------------------------- |
| 1992 | Quicksand: No Escape                   | Connie Reinhardt      |                              |
| 1995 | Virtuosity                             | Karin Carter          |                              |
| 1997 | Picture Perfect                        | Chica                 |                              |
| 1997 | Toothless                              | Lori                  |                              |
| 1999 | Can't Be Heaven                        | Teresa Powers         |                              |
| 2000 | Alley Cats Strike                      | Elisa Bowers          |                              |
| 2000 | Growing Up Brady                       | Maureen McCormick     |                              |
| 2004 | Debating Robert Lee                    | Maralee Rodgers       |                              |
| 2004 | The Hollow                             | Karen                 |                              |
| 2004 | Crimes of Fashion                      | Brooke Sarto          |                              |
| 2005 | Lucky 13                               | Sarah Baker           |                              |
| 2006 | Wasted                                 | Katie Cooning         |                              |
| 2006 | Bratz: Passion 4 Fashion               | Kirstee Smith         | Voz                          |
| 2007 | To Be Fat like Me                      | Alyson Schmidt        |                              |
| 2007 | Cougar Club                            | Amanda                |                              |
| 2008 | Killer Movie                           | Blanca Champion       |                              |
| 2010 | The Penthouse                          | Erica Roc             |                              |
| 2011 | Hop                                    | Samantha «Sam» O'Hare |                              |
| 2011 | The Last Ride                          | Wanda                 |                              |
| 2014 | Authors Anonymous                      | Hannah Rinaldi        | También productora ejecutiva |
| 2014 | A Million Ways to Die in the West      | Mujer                 | Escenas eliminadas           |
| 2015 | The Wedding Ringer                     | Gretchen Palmer       |                              |
| 2015 | Burning Bodhi                          | Katy                  |                              |
| 2015 | Alvin and the Chipmunks: The Road Chip | Eleanor Miller        | Voz                          |
| 2016 | Why Him?                               | Justine               | Voz                          |
| 2017 | Handsome                               | Ella misma            |                              |
| 2022 | The Man from Toronto                   | Anne                  |                              |
| 2022 | Meet Cute                              | Sheila                | También productora ejecutiva |
| 2024 | Role Play                              | Emma Brackett         | También productora           |

### Televisión
| Año       | Título                  | Personaje                     | Notas                                              |
| --------- | ----------------------- | ----------------------------- | -------------------------------------------------- |
| 1994      | My So-Called Life       | Joven Angela Chase            | Episodio: «Father Figures»                         |
| 1994      | Northern Exposure       | Miranda                       | Episodio: «Hello, I Love You»                      |
| 1996      | Ellen                   | Joven Ellen Morgan            | Episodio: «The Bubble Gum Incident»                |
| 1998      | Mr. Murder              | Charlotte Stillwater          | Miniserie                                          |
| 1998      | The Tony Danza Show     | Pammie Green                  | Episodio: «Mini-Pause»                             |
| 2001      | Ladies Man              | Bonnie Stiles                 | Elenco principal (temporada 2)                     |
| 2001      | 7th Heaven              | Lynn                          | Episodio: «Relationships»                          |
| 2002      | First Monday            | Alyssa                        | Episodio: «Pilot»                                  |
| 2002      | The Ellen Show          | Vanessa                       | Episodio: «Shallow Gal»                            |
| 2002      | The Nightmare Room      | Kristin Ferris                | Episodio: «My Name is Evil»                        |
| 2002–2005 | 8 Simple Rules          | Bridget Erin «Beach» Hennessy | Elenco principal; 76 episodios                     |
| 2004      | The Help                | Carly Michaels                | Episodio: «Pilot»                                  |
| 2004      | Complete Savages        | Erin                          | Episodio: «For Whom the Cell Tolls»                |
| 2004      | 10,5                    | Amanda Williams               | Miniserie                                          |
| 2004–2006 | Brandy and Mr. Whiskers | Brandy Harrington             | Voz; papel principal                               |
| 2005      | Bratz                   | Kirstee Smith                 | Voz; papel principal                               |
| 2005–2006 | Charmed                 | Billie Jenkins                | Elenco principal, serie de TV The CW (temporada 8) |
| 2005–2006 | Loonatics Unleashed     | Paula Hayes                   | Voz; 3 episodios                                   |
| 2006–2008 | Monster Allergy         | Elena Potato                  | 31 episodios                                       |
| 2006      | Separated at Worth      | Gabby                         | Película de televisión                             |
| 2007      | Prison Break            | Sasha Murray                  | 2 episodios                                        |
| 2007–2019 | The Big Bang Theory     | Penny Hofstadter              | Elenco principal; 279 episodios                    |
| 2012      | Peterson: Untouchable   | Stacy Peterson                | Película de televisión                             |
| 2016      | Lip Sync Battle         | Ella misma                    | Episodio: «Josh Gad vs. Kaley Cuoco»               |
| 2019–2023 | Harley Quinn            | Harley Quinn                  | Voz; papel principal (productora ejecutiva)        |
| 2019      | Young Sheldon           | Pool Water                    | Episodio: «Teenager Soup and a Little Ball of Fib» |
| 2020–2022 | The Flight Attendant    | Cassandra «Cassie» Bowden     | Protagonista; también productora ejecutiva         |
| 2021      | Curb Your Enthusiasm    | Heidi                         | Episodio: «The Watermelon»                         |
| 2023–2024 | Based on a True Story   | Ava Bartlett                  | Protagonista; también productora ejecutiva         |

## Premios y nominaciones
| Año  | Premiación                       | Categoría                                                   | Trabajo              | Resultado |
| ---- | -------------------------------- | ----------------------------------------------------------- | -------------------- | --------- |
| 1993 | Young Artist Awards              | Mejor Actriz Joven - Película por Cable                     | Quicksand: No Escape | Nominada  |
| 2000 | YoungStar Awards                 | Mejor Actriz Joven - Miniserie                              | Growing Up Brady     | Nominada  |
| 2003 | Young Artist Awards              | Mejor Actuación Joven Actriz - Serie de TV                  | 8 Simple Rules       | Nominada  |
| 2003 | Teen Choice Awards               | Choice: Mejor Actriz de TV Comedia                          | 8 Simple Rules       | Nominada  |
| 2003 | Teen Choice Awards               | Choice TV Breakout Star: Mujer                              | 8 Simple Rules       | Ganadora  |
| 2004 | Teen Choice Awards               | Choice: Mejor Actriz de TV Comedia                          | 8 Simple Rules       | Nominada  |
| 2004 | Young Artist Awards              | Mejor Artista Adulto en un papel de Adolescente             | 8 Simple Rules       | Nominada  |
| 2006 | Method Fest                      | Mejor Reparto                                               | Debating Robert Lee  | Ganadora  |
| 2010 | Teen Choice Awards               | Choice: Mejor Actriz de TV Comedia                          | The Big Bang Theory  | Nominada  |
| 2011 | Teen Choice Awards               | Choice: Mejor Actriz de TV Comedia                          | The Big Bang Theory  | Nominada  |
| 2012 | People's Choice Awards           | Actriz Favorita de TV Comedia                               | The Big Bang Theory  | Nominada  |
| 2012 | Teen Choice Awards               | Choice: Mejor Actriz de TV Comedia                          | The Big Bang Theory  | Nominada  |
| 2012 | Satellite Awards                 | Mejor Actriz - Serie de Televisión (Musical o Comedia)      | The Big Bang Theory  | Ganadora  |
| 2013 | Teen Choice Awards               | Choice: Mejor Actriz de TV Comedia                          | The Big Bang Theory  | Nominada  |
| 2013 | People's Choice Awards           | Actriz Favorita de Comedia                                  | The Big Bang Theory  | Nominada  |
| 2013 | Critics' Choice Television Award | Mejor Actriz de Reparto en una Serie de Comedia             | The Big Bang Theory  | Ganadora  |
| 2014 | People's Choice Awards           | Actriz Favorita de Comedia                                  | The Big Bang Theory  | Ganadora  |
| 2014 | Kids' Choice Awards              | Artista Divertido Favorito                                  | The Big Bang Theory  | Nominada  |
| 2014 | Critics' Choice Television Award | Mejor Actriz de Reparto en una Serie de Comedia             | The Big Bang Theory  | Nominada  |
| 2015 | People's Choice Awards           | Actriz Favorita de TV Comedia                               | The Big Bang Theory  | Ganadora  |
| 2015 | Kids' Choice Awards              | Actriz Favorita de TV Comedia                               | The Big Bang Theory  | Nominada  |
| 2015 | Teen Choice Awards               | Choice: Mejor Actriz de Comedia                             | The Big Bang Theory  | Nominada  |
| 2016 | Golden Raspberry Awards          | Choice: Peor Actriz de Reparto                              | El gurú de las bodas | Ganadora  |
| 2019 | Teen Choice Awards               | Choice: Mejor Actriz de Comedia                             | The Big Bang Theory  | Nominada  |
| 2021 | Critics' Choice Television Award | Mejor Actriz en una Serie de Comedia                        | The Flight Attendant | Nominada  |
| 2021 | Premios Globo de Oro             | Mejor serie - Comedia o musical (como productora ejecutiva) | The Flight Attendant | Nominada  |
| 2021 | Premios Globo de Oro             | Mejor actriz de serie - comedia o musical                   | The Flight Attendant | Nominada  |
| 2021 | Premios del Sindicato de Actores | Mejor reparto de televisión de comedia                      | The Flight Attendant | Nominada  |
| 2021 | Premios del Sindicato de Actores | Mejor actriz de televisión de comedia                       | The Flight Attendant | Nominada  |
| 2021 | Premios Primetime Emmy           | Mejor serie de comedia (como productora ejecutiva)          | The Flight Attendant | Nominada  |
| 2021 | Premios Primetime Emmy           | Mejor actriz - Serie de comedia                             | The Flight Attendant | Nominada  |
| 2021 | Premios TCA                      | Mejor logro individual de comedia                           | The Flight Attendant | Nominada  |